# El Cantor de Tango
El Cantor de Tango (O Cantor de Tango) é um romance do escritor argentino Tomás Eloy Martínez que foi publicado inicialmente na Argentina em 2004 e que foi traduzido para o inglês por Anne McLean tendo a tradução sido publicada em 2006.   
Um estudante da Universidade de Nova York que estava a escrever uma dissertação sobre Jorge Luís Borges e que conhecia Buenos Aires apenas da literatura viaja para esta cidade em 2001 e, com o pano de fundo dos tumultos da época,  procura um evasivo cantor de tango.

## Resumo
Bruno Cadogan voa de Nova York para Buenos Aires em busca do indescritível e lendário Julio Martel, um cantor de tango cuja voz nunca fora gravada, mas que é considerada tão bela que é quase sobrenatural. Bruno fica cada vez mais atraído pelo mistério de Martel e pelas suas estranhas e evocativas actuações numa série de locais aparentemente arbitrários por toda a cidade.:Contracapa
Enquanto tenta encontrar Martel, Bruno começa a desvendar a história da vida do cantor e a acreditar que as actuações cada vez mais raras de Martel definem um labirinto sombrio do passado da cidade.:Contracapa

## Temas
Em nota final, é referido que exceptuando Jean Franco e Richard Foley, todos as personagens do romance são imaginárias.:244 No início do romance, em Nova Iorque, Jean Franco diz ao personagem principal (o narrador) que em Buenos Aires existe um tipo extraordinário que canta tangos antigos e que ele deveria ir lá para ouvi-lo.:5
E, no final, de novo em Nova Iorque, Richard Foley também diz ao personagem principal que recentemente havia estado em Buenos Aires durante dez dias e que tinha ouvido um cantor extraordinário a cantar tangos antigos no Club del Vino. Tinha uma voz tão clara e palpável que quem a ouve pensa que a pode tocar e que havia pessoas que diziam que eram melhor ainda que Gardel e que o narrador deveria regressar para ir ouvi-lo.:243
Muitos factos e pessoas da vida da Argentina são referenciados ao longo do livro designadamente Ramón L. Falcón:703, Hugo Wast:78, o francês Charles Tellier:94 que foi o primeiro a promover o transporte de carne congelada através do Atlântico, a organização criminosa Zwi Migdal:103, Pedro Eugenio Aramburu:168 que dirigiu ditatorialmente a Argentina e morreu num atentado peronista, e a organização guerrilheira peronista Montoneros:179.
Para além de variadas citações de Jorge Luís Borges e de títulos de tangos, o romance cita dois versos de Fernando Pessoa: "If you want to kill yourself, why don´t you go ahead and kill yourself?":141, e "God have mercy on me, who had none for anybody":142.